# 카를 프리드리히 폰 바이츠제커
카를 프리드리히 폰 바이츠제커 남작(독일어: Carl Friedrich Freiherr von Weizsäcker, 1912년 6월 28일 ~ 2007년 4월 28일)는 독일의 물리학자이자 철학자이다. 항성 내부에서의 핵융합에 대한 중요한 연구를 하였다. 베르너 하이젠베르크 아래, 나치 독일의 핵무기 개발 연구에 큰 역할을 하였다.

## 생애
1912년 6월 28일 킬에서 태어났다. 바이츠제커 가문은 독일에서 매우 유명한 가문이었다. 할아버지 카를 후고 프라이헤르 폰 바이츠제커(독일어: Karl Hugo Freiherr von Weizsäcker)는 뷔르템베르크 왕국 재상을 지냈고, 아버지 에른스트 프라이헤르 폰 바이츠제커(독일어: Ernst Freiherr von Weizsäcker)는 나치 독일의 국무부 장관 및 주 바티칸 시국 대사를 지냈다. 또한, 동생 리하르트 폰 바이츠제커는 훗날 독일의 대통령이 되었다.
슈투트가르트·바젤·코펜하겐에서 유년을 보냈고, 베를린 훔볼트 대학교와 괴팅겐 대학교, 라이프치히 대학교에서 물리학·수학·천문학을 공부하였다.
1937년~1939년 동안 한스 베테와 함께 항성 속에서의 핵융합 과정을 밝혀내었고, 이는 오늘날 베테-바이츠제커 과정(영어: Bethe–Weizsäcker process)이라고 불린다. 1938년에는 태양계의 생성 과정에 대한 유명한 이론을 발표하였다.
나치 당이 독일의 정권을 잡고, 핵무기 개발을 시작하였고, 바이츠제커 또한 이에 참여하였다. 전후 1946년 괴팅겐에 있는 막스 플랑크 연구소에 소속되게 되었고, 1957년에 함부르크 대학교 철학 교수가 되었다.
1957년 막스 플랑크 메달을 수여받았다. 또한, 1957년에 괴팅겐 18인의 일원으로 서독의 핵무기 사용에 반대하는 선언에 서명하였다.
2007년에 슈타른베르크 근처에서 94세의 나이로 사망하였다.